# 안동시의 시내버스
안동시의 시내버스는 경상북도 안동시에서 운행되는 시내버스에 관한 항목이다. 경안여객, 동춘여객, 안동버스의 3사가 운행에 참여하고 있으며, 2017년까지 공동 배차제를 시행하다가 2018년 1월 1일 운행사 권역별 책임 노선제가 실시되었다.

## 개요
주로 서울과 경기도, 부산 지역에서 사용한 중고 디젤버스가 많으며 유로Ⅲ형 엔진이 장착된 디젤 시내버스가 대부분이다. 서울 및 수도권 지역 대기환경 특별법에 의거해서 디젤버스를 CNG버스로 대폐차하게 되어서 서울 지역 버스 회사들이 디젤버스를 다량 매각하게 됨으로써 중고 버스가 많아진 것이다.
버스 운임은 성인 1,500원, 학생 1,200원, 어린이 800원이나 교통카드를 사용하면 운임이 현금 승차 시보다 100원 할인 된다. 카드 가격은 3,000원이다. 본래는 센스패스의 탑티머니를 이용했으나, 탑티머니의 단종 이후에는 현재는 한국스마트카드의 티머니가 주 교통카드다. 그 전에 서울특별시 및 수도권 지역에서 사용되는 티머니 교통카드를 안동시에서 호환하여 사용할 수 있었으며, 탑티머니 교통카드도 서울 시내버스와 지하철에서 사용하는 것도 가능하다.
2013년 9월 9일부터 후불교통카드도 사용이 가능해졌다. 해당 카드는 KB국민카드, 삼성카드, NH농협카드, 신한카드, 비씨카드, 롯데카드, 하나카드, 현대카드다.
2010년 1월 1일부터 시내버스 전 노선으로 무임 환승 및 환승 할인제를 실시하고 있다. 하차 1시간 이내에 하차한 노선과 다른 노선의 시내버스를 1회에 한해 이용할 수 있다.
경상북도 경주시와 같이 기아 그랜버드로 시내버스를 운영하기도 하였다.
2011년에는 안동시내버스 최초로 중저상버스가 도입되었다.
캐시비, 탑패스(원패스 포함) 카드는 안동시에서 이용할 수 없다.
2014년 11월 1일 자로 센스패스가 안동시의 교통카드 사업을 한국스마트카드에 이관함으로써 스마트 티머니가 주 교통카드로 변경됐으며, 2015년에 탑티머니는 완전히 단종됐다. 이에 따라 경상북도 북부 지역에서는 모두 스마트 티머니가 통용되게 됐다.
2018년 1월 1일부터 3사가 권역별 책임 운행을 시행하게 되었으며, 3월 24일로 기존 2자리 노선 번호 앞에 권역 번호를 붙이게 되어 3자리로 노선 번호가 변경되었다.

## 주요 운수 업체
- 경안여객
- 동춘여객
- 안동버스

## 안동시 차적의 버스 노선

### 급행버스
| 노선  | 운행사   | 운행구간   | 운행구간 | 운행구간       | 경유지 | 배차  | 비고 |
| ----- | -------- | ---------- | -------- | -------------- | --- | ----- | ---- |
| 급행1 | 안동버스 | 안동대학교 | ↔        | 도청신도시     | 용상, 교보생명, 안동터미널, 안동과학대, 교육청, 도청, 경찰청 | 35분  |      |
| 급행2 | 안동버스 | 하회마을   | ↔        | 태장리(봉정사) | 중리, 풍산읍행정복지센터, 경상북도북부청사, 서안동IC, 안동과학대학교, 안동터미널, 서후우체국 | 4.5회 |      |
| 급행3 | 경안여객 | 안동터미널 | ↔        | 도산서원       | 경안중학교, 송현오거리, 태화오거리, 안동우체국, 신시장, 안동약국.성모안과앞, 안동시청, 북문시장, 와룡면행정복지센터, 서부리, 한국국학진흥원, 이일영공군중위상, 경상북도산림과학박물관, 온혜정류소 | 6회   |      |

### 시내 노선
| 노선    | 운행사   | 운행구간       | 운행구간 | 운행구간   | 경유지 | 배차    | 비고                                     |
| ------- | -------- | -------------- | -------- | ---------- | --- | ------- | ---------------------------------------- |
| 순환1   | 동춘여객 | 터미널         | ↔        | 터미널     | 옥동3주공아파트, 옥동휴먼시아8단지, 아랫제마을, 옥동사거리, 송현오거리, 태화오거리, 안동우체국 → 안동농협 → 경안고등학교 → 안기동 행정복지센터 → 머지리 → 복주정미소 → 청머리제 → 퇴계로 → 안동시청 → 신시장→ 안동우체국, 태화오거리, 송현오거리, 옥동사거리, 아랫제마을, 옥동휴먼시아8단지, 옥동3주공아파트 | 20분    | 옥동3 주공 3회 용상3 주공 3회            |
| 순환1-1 | 동춘여객 | 터미널         | ↔        | 터미널     | 옥동3주공아파트, 옥동휴먼시아8단지, 아랫제마을, 옥동사거리, 송현오거리, 태화오거리 → 신시장 → 안동시청 → 퇴계로 → 청머리제 → 복주정미소 → 머지리 → 안기동 행정복지센터 → 경안고등학교 → 안동농협 → 태화오거리, 송현오거리, 옥동사거리, 아랫제마을, 옥동휴먼시아8단지, 옥동3주공아파트                        | 20분    |                                          |
| 순환2   | 안동버스 | 안동터미널     | ↔        | 안동터미널 | 송현오거리 → 안동중학교 → 신시장 → 교보생명 → 용상초등학교 → 용정교 → (안동고) → 법원.검찰청 → 현진에버빌 → 시민운동장 → 강남파출소 → 안동병원 → (무주무) → 안동대교 → 옥동사거리 → 송현오거리 → (노하동) | 20분    |                                          |
| 순환2-1 | 안동버스 | 안동터미널     | ↔        | 안동터미널 | 송현오거리 → 옥동사거리 → 안동대교 → (무주무) → 안동병원 → 강남파출소 → 시민운동장 → 현진에버빌 → 법원.검찰청 → (안동고) → 용정교 → 용상초교 → 교보생명 → 신시장 → 안동중 → 송현오거리 → (노하동) | 20분    |                                          |
| 순환3   | 안동버스 | 안동터미널     | ↔        | 안동터미널 | 송현오거리 → 안동문화방송 → 운안동 → 단원로 → 안동시청 → 아늑골입구 → 강남동 → 시민운동장 → 안동경찰서 → 태화오거리 → 송현오거리 | 40분    |                                          |
| 순환3-1 | 안동버스 | 안동터미널     | ↔        | 안동터미널 | 송현오거리 → 태화오거리 → 안동경찰서 → 시민운동장 → 정하동 → 아늑골입구 → 안동시청 → 단원로 → 운안동 → 안동문화방송 → 송현오거리 | 40분    |                                          |
| 110     | 경안여객 | 안동터미널     | ↔        | 안동대학교 | 옥동, 태화아파트, 신시장, 안동역, 용상 | 15분    |                                          |
| 111     | 동춘여객 | 안동터미널     | ↔        | 수도사업소 | 옥동, 옥동삼성아파트, 문화방송, 중앙파출소, 용상 | 15분    |                                          |
| 112     | 안동버스 | 안동터미널     | ↔        | 수도사업소 | 생명과학고등학교, 옥동, 삼성아파트, 신시장, 교보생명, 안동역, 관광단지 | 6회     | 2회 석동 연장 운행                       |
| 113     | 안동버스 | 안동터미널     | ↔        | 안동터미널 | 옥동3주공아파트, 옥동휴먼시아8단지, 아랫제마을, 옥동사거리, 태화오거리, 서부초등학교, 경안고, 단원로, 북문시장, 교보생명, 용상안동병원 → 용상3주공아파트 → CGV → 이후 역순 | 40분    | 북문시장 발1회 용상3주공아파트행 1회     |
| 114     | 안동버스 | 안동터미널     | ↔        | 안동터미널 | 극동스타클래스, 옥동3주공아파트, 옥동휴먼시아8단지, 아랫제마을, 옥동사거리, 송현오거리, 안동중학교, 안동우체국, 신시장, 교보생명, 구 안동역 → 용상안동병원 → 용상3주공아파트 → CGV → 구 안동역 → 이후 역순                                                                                                   | 50~70분 | 용상안동병원발 1회 용상3주공아파트행 1회 |
| 212     | 안동버스 | 경북도청신도시 | ↔        | 안동대학교 | 경북도청, 풍산, (고추공판장), 안동터미널, 송현오거리, 태화오거리, 서부초등학교, 성소병원, (->홈플러스/<-중앙파출소), 구 안동역, CGV, 용상1주공, 용상6주공 | 15분    | 일부 시간대 임하 운행                    |

### 기타 노선
| 노선 번호 | 운행구간                 | 운행구간 | 운행구간           | 경유지 | 비고        |
| --------- | ------------------------ | -------- | ------------------ | --- | ----------- |
| 210       | 남부동(교보생명)         | ↔        | 안동하회마을       | 안동초등학교, 안동중학교, 송현오거리, 안동터미널, 안동과학대학교, 서안동IC, 풍산정류장, 풍산읍 행정복지센터, 풍산종점, 소산리, 중리, 하회마을입구, 병산서원, 하회마을입구, 하회마을 |             |
| 211       | 남부동(교보생명)         | ↔        | 구담리(구담정류소) | 안동초등학교, 안동중학교, 송현오거리, 안동터미널, 안동과학대학교, 서안동IC, 안동종합물류단지, 경상북도북부청사, 풍산정류장, 풍산읍 행정복지센터, 풍산종점, 소산리, 중리, 풍천면 행정복지센터, 원도양, 운골, 권잦, 광덕.저우리, 솔미, 기산1리, 샛골, 기산농협, 구담정류소, 암천리, 대죽리, 신풍2리, 도장리, 구마전, 지보, 신성초교, 신성2리 ,탑마, 구호 |             |
| 211       | 남부동(교보생명)         | ↔        | 암천               | 안동초등학교, 안동중학교, 송현오거리, 안동터미널, 안동과학대학교, 서안동IC, 안동종합물류단지, 경상북도북부청사, 풍산정류장, 풍산읍 행정복지센터, 풍산종점, 소산리, 중리, 풍천면 행정복지센터, 원도양, 운골, 권잦, 광덕.저우리, 솔미, 기산1리, 샛골, 기산농협, 구담정류소, 암천리, 대죽리, 신풍2리, 도장리, 구마전, 지보, 신성초교, 신성2리 ,탑마, 구호 |             |
| 211       | 남부동(교보생명)         | ↔        | 소화               | 안동초등학교, 안동중학교, 송현오거리, 안동터미널, 안동과학대학교, 서안동IC, 안동종합물류단지, 경상북도북부청사, 풍산정류장, 풍산읍 행정복지센터, 풍산종점, 소산리, 중리, 풍천면 행정복지센터, 원도양, 운골, 권잦, 광덕.저우리, 솔미, 기산1리, 샛골, 기산농협, 구담정류소, 암천리, 대죽리, 신풍2리, 도장리, 구마전, 지보, 신성초교, 신성2리 ,탑마, 구호 |             |
| 211       | 남부동(교보생명)         | ↔        | 청운               | 안동초등학교, 안동중학교, 송현오거리, 안동터미널, 안동과학대학교, 서안동IC, 안동종합물류단지, 경상북도북부청사, 풍산정류장, 풍산읍 행정복지센터, 풍산종점, 소산리, 중리, 풍천면 행정복지센터, 원도양, 운골, 권잦, 광덕.저우리, 솔미, 기산1리, 샛골, 기산농협, 구담정류소, 암천리, 대죽리, 신풍2리, 도장리, 구마전, 지보, 신성초교, 신성2리 ,탑마, 구호 |             |
| 213       | 남부동(교보생명)         | ↔        | 안교리(풍산종점)   | 안동초등학교, 신시장, 송현오거리, 안동터미널, 막곡1리, 계평리.산머리, 계평리(안동휴게소), 회곡삼거리, 딱지골, 갈매절, 딱지골, 수동(수1리마을회관), 풍산정류장 |             |
| 310       | 안동초등학교             | ↔        | 태장리(봉정사)     | 안동중, 송현오거리, 안동터미널, 송야교입구, 교리마을회관 , 한석골, 금계리, 서후우체국, 성곡리.독실, 성곡리.제일, 태장리삼거리, 상태장 |             |
| 311       | 남부동(교보생명)         | ↔        | 옹천               | 안동초교, 안동농협, 성창여고, 지르네, 이천동석불상, 매화골, 이송천리, 왕상골, 맥현, 저전휴게소 |             |
| 311       | 남부동(교보생명)         | ↔        | 골매               | 안동초교, 안동농협, 성창여고, 지르네, 이천동석불상, 매화골, 이송천리, 왕상골, 맥현, 저전휴게소 |             |
| 312       | 안동버스터미널           | ↔        | 재품리(상백현)     | 안동과학대학교, 학가산온천, 말울리, 이개1리, 창풍삼거리, 자품 |             |
| 313       | 남부동(교보생명)         | ↔        | 도진리(마사)       | 신시장, 성창여고, 이천동석불상, 영명학교, 왕상골 |             |
| 410       | 안동초등학교             | ↔        | 운산리(일직정류소) | 영가초교, 경덕중입구, 태화우성아파트, 안동대교, 안동병원, 무릉(남후면 행정복지센터), 무릉역, 여시골입구, 보현사, 광음, 원호, 일직초교 일직정류소, 구운산, 조탑리, 국곡보건진료소, 용각리, 중용각, 하국곡, 상국곡 |             |
| 410       | 안동초등학교             | ↔        | 내원               | 영가초교, 경덕중입구, 태화우성아파트, 안동대교, 안동병원, 무릉(남후면 행정복지센터), 무릉역, 여시골입구, 보현사, 광음, 원호, 일직초교 일직정류소, 구운산, 조탑리, 국곡보건진료소, 용각리, 중용각, 하국곡, 상국곡 |             |
| 410       | 안동초등학교             | ↔        | 광연리경로당       | 영가초교, 경덕중입구, 태화우성아파트, 안동대교, 안동병원, 무릉(남후면 행정복지센터), 무릉역, 여시골입구, 보현사, 광음, 원호, 일직초교 일직정류소, 구운산, 조탑리, 국곡보건진료소, 용각리, 중용각, 하국곡, 상국곡 |             |
| 410       | 안동초등학교             | ↔        | 평팔               | 영가초교, 경덕중입구, 태화우성아파트, 안동대교, 안동병원, 무릉(남후면 행정복지센터), 무릉역, 여시골입구, 보현사, 광음, 원호, 일직초교 일직정류소, 구운산, 조탑리, 국곡보건진료소, 용각리, 중용각, 하국곡, 상국곡 |             |
| 411       | 안동초등학교             | ↔        | 단호리             | 신시장, 안동경찰서, 강남파출소, 무릉(남후면 행정복지센터), 개곡리, 숨실, 검암교, 갈골입구, 갈골, 샛터, 고상, 중방삼거리, 고상리, 상아, 하아, 하천실험센터, 하리리, 풍산정류장 , 풍산읍 행정복지센터 |             |
| 412       | 안동버스차고지           | ↔        | 신흥               | 권씨회관, 안동우체국, 안동초등학교, 교보생명, 구 안동역 , 용상우체국, 수도사업소입구, 안동대학교, 신석1리, 남선우체국 | 시간표 참조 |
| 412       | 안동버스차고지           | ↔        | 도로리             | 권씨회관, 안동우체국, 안동초등학교, 교보생명, 구 안동역 , 용상우체국, 수도사업소입구, 안동대학교, 신석1리, 남선우체국 | 시간표 참조 |
| 413       | 안동초등학교             | ↔        | 현내리             | 신시장, 안동경찰서, 강남파출소, 강남유치원, 원림입구, 원림2리.토갓, 원림농협, 와하리, 상무수, 와하리, 원림농협, 현내1리 |             |
| 510       | 남부동(교보생명)         | ↔        | 정산               | 안동초등학교, 안동시청, 경일고, 서지역, 와룡, 가구리, 주계리, 주진교휴게소 |             |
| 510       | 남부동(교보생명)         | ↔        | 천전리             | 안동초등학교, 안동시청, 경일고, 서지역, 와룡, 가구리, 주계리, 주진교휴게소 |             |
| 510       | 남부동(교보생명)         | ↔        | 대미골             | 안동초등학교, 안동시청, 경일고, 서지역, 와룡, 가구리, 주계리, 주진교휴게소 |             |
| 510       | 남부동(교보생명)         | ↔        | 도촌리.새못        | 안동초등학교, 안동시청, 경일고, 서지역, 와룡, 가구리, 주계리, 주진교휴게소 |             |
| 510       | 남부동(교보생명)         | ↔        | 동천리.불미골      | 안동초등학교, 안동시청, 경일고, 서지역, 와룡, 가구리, 주계리, 주진교휴게소 |             |
| 510       | 남부동(교보생명)         | ↔        | 자운               | 안동초등학교, 안동시청, 경일고, 서지역, 와룡, 가구리, 주계리, 주진교휴게소 |             |
| 510       | 남부동(교보생명)         | ↔        | 재산버스정류소     | 안동초등학교, 안동시청, 경일고, 서지역, 와룡, 가구리, 주계리, 주진교휴게소 |             |
| 511       | 남부동(교보생명)         | ↔        | 신평               | 안동초등학교, 안동시청, 경일고, 서지역, 와룡, 태2리, 안동소주홍보관, 지내, 무르실, 감애, 우무실, 말바위, 사신, 지례삼거리 |             |
| 511       | 남부동(교보생명)         | ↔        | 방하.방앗골        | 안동초등학교, 안동시청, 경일고, 서지역, 와룡, 태2리, 안동소주홍보관, 지내, 무르실, 감애, 우무실, 말바위, 사신, 지례삼거리 |             |
| 511       | 남부동(교보생명)         | ↔        | 효잠               | 안동초등학교, 안동시청, 경일고, 서지역, 와룡, 태2리, 안동소주홍보관, 지내, 무르실, 감애, 우무실, 말바위, 사신, 지례삼거리 |             |
| 512       | 남부동(교보생명)         | ↔        | 서부리             | 북문시장 상지대학교, 퇴계로, 와룡, 감애, 오천, 도산면 행정복지센터, 온혜 |             |
| 513       | 용상동(국민건강보험공단) | ↔        | 방잠               | 교보생명, 안동초등학교, 안동시청, 경일고, 서지역, 와룡, 태2리, 태2리, 안동소주홍보관, 지내, 장수골 |             |
| 514       | 남부동(교보생명)         | ↔        | 산야리(산야2리)    | 안동초등학교, 안동시청, 경일고, 복주정미소 |             |
| 514       | 남부동(교보생명)         | ↔        | 절강.박실골        | 안동초등학교, 안동시청, 경일고, 복주정미소 |             |
| 514       | 남부동(교보생명)         | ↔        | 가류2리.자곡       | 안동초등학교, 안동시청, 경일고, 복주정미소 |             |
| 610       | 학가산온천               | ↔        | 길안면정류장       | 안동과학대학교, 안동터미널, 송현오거리, 태화오거리, 신시장, 안동초등학교, 교보생명, 구 안동역, 용상우체국, 수도사업소입구, 안동대학교, 김재규학원, 임하면 행정복지센터, 금소리, 나천, 오대리입구, (오대리)(대흥) |             |
| 611       | 새한자동차학원           | ↔        | 사월리             | 권씨회관, 안동우체국, 안동초등학교, 교보생명, 구 안동역, 용상우체국, 수도사업소입구, 안동대학교, 천전.독립운동기념관, 망천1리.오잠, 수곡교, 임동 - (갈전2리.가랫재)(납실 - 갈전1리 - 못밑) |             |
| 612       | 학가산온천               | ↔        | 추목리(상추목)     | 안동과학대학교, 안동터미널, 송현오거리, 태화오거리, 권씨회관, 안동우체국, 안동초등학교, 교보생명, 구 안동역, 용상우체국, 수도사업소입구, 안동대학교, 용마아파트 ,한국전기안전공사, 이덕리, 평지, 원추목 |             |
| 612       | 수상동(새한자동차학원)   | ↔        | 추목리(상추목)     | 안동과학대학교, 안동터미널, 송현오거리, 태화오거리, 권씨회관, 안동우체국, 안동초등학교, 교보생명, 구 안동역, 용상우체국, 수도사업소입구, 안동대학교, 용마아파트 ,한국전기안전공사, 이덕리, 평지, 원추목 |             |
| 612       | 태화동(권씨회관)         | ↔        | 추목리(상추목)     | 안동과학대학교, 안동터미널, 송현오거리, 태화오거리, 권씨회관, 안동우체국, 안동초등학교, 교보생명, 구 안동역, 용상우체국, 수도사업소입구, 안동대학교, 용마아파트 ,한국전기안전공사, 이덕리, 평지, 원추목 |             |

### 지선 노선
| 노선 번호 | 운행구간           | 운행구간 | 운행구간           | 경유지 | 비고 |
| --------- | ------------------ | -------- | ------------------ | --- | ---- |
| 풍산1     | 풍산읍행정복지센터 | ↔        | 풍산읍행정복지센터 | 안동초등학교, 안동중학교, 송현오거리, 안동터미널, 안동과학대학교, 서안동IC, 경상북도북부청사, 풍산정류장, 풍산읍행정복지센터, 신양, 서미, 현애                                                                  |      |
| 풍산2     | 안동초등학교       | ↔        | 송곡               | 안동중학교, 송현오거리, 안동터미널, 안동과학대학교, 서안동IC, 경상북도북부청사, 풍산정류장, 풍산읍 행정복지센터, 풍산종점, 국립종자원                                                                           |      |
| 풍천1     | 구담리(구담정류소) | ↔        | 지보               | 대죽리, 신풍2리, 도장리, 구마전 |      |
| 풍천2     | 구담리(구담정류소) | ↔        | 구호               | 기산리, 신성초등학교, 신성2리 |      |
| 풍천3     | 기산               | ↔        | 기산               | 구담정류소 → 금능2리 → 제2행정타운네거리 → 우방아이유쉘1차 → 경상북도경찰청 → 풍천중 → 경북도청 시외버스 정류장 → 경북도청 → 경상북도교육청 → 가곡리 → 중리 → 풍천면행정복지센터 → 도양 → 운골 → 구담정류소     |      |
| 풍천3-1   | 기산               | ↔        | 기산               | 구담정류소 → 운골 → 도양 → 풍천면행정복지센터 → 중리 → 가곡리 → 경상북도교육청 → 경북도청 → 경북도청 시외버스 정류장 → 풍천중학교 → 경상북도경찰청 → 우방아이유쉘1차 → 제2행정타운네거리 → 금능2리 → 구담정류소 |      |
| 임동1     | 사월               | ↔        | 대곡               | 사월, 덕강, 임동, 고천1리, 대곡, 갈전, 가랫재, 지리 |      |
| 임동1     | 덕강               | ↔        | 갈재               | 사월, 덕강, 임동, 고천1리, 대곡, 갈전, 가랫재, 지리 |      |
| 임동1     | 덕강               | ↔        | 갈전               | 사월, 덕강, 임동, 고천1리, 대곡, 갈전, 가랫재, 지리 |      |
| 임동1     | 덕강               | ↔        | 가랫재             | 사월, 덕강, 임동, 고천1리, 대곡, 갈전, 가랫재, 지리 |      |
| 임동1     | 덕강               | ↔        | 지리               | 사월, 덕강, 임동, 고천1리, 대곡, 갈전, 가랫재, 지리 |      |
| 길안1     | 후현               | ↔        | 백자리             | 잉골, 용계은행나무, 한실, 모현, 지경리, 내배방마을, 길안, 백자리, 오락, 모치골, 대사2리노인회관, 송사, 마사리                                                                                                   |      |
| 길안1     | 잉골               | ↔        | 오락               | 잉골, 용계은행나무, 한실, 모현, 지경리, 내배방마을, 길안, 백자리, 오락, 모치골, 대사2리노인회관, 송사, 마사리                                                                                                   |      |
| 길안1     | 용계은행나무       | ↔        | 모치골             | 잉골, 용계은행나무, 한실, 모현, 지경리, 내배방마을, 길안, 백자리, 오락, 모치골, 대사2리노인회관, 송사, 마사리                                                                                                   |      |
| 길안1     | 한실               | ↔        | 대사2리            | 잉골, 용계은행나무, 한실, 모현, 지경리, 내배방마을, 길안, 백자리, 오락, 모치골, 대사2리노인회관, 송사, 마사리                                                                                                   |      |
| 길안1     | 모현               | ↔        | 화목버스정류장     | 잉골, 용계은행나무, 한실, 모현, 지경리, 내배방마을, 길안, 백자리, 오락, 모치골, 대사2리노인회관, 송사, 마사리                                                                                                   |      |
| 길안1     | 지경리             | ↔        | 화목버스정류장     | 잉골, 용계은행나무, 한실, 모현, 지경리, 내배방마을, 길안, 백자리, 오락, 모치골, 대사2리노인회관, 송사, 마사리                                                                                                   |      |
| 길안1     | 내배방마을         | ↔        | 화목버스정류장     | 잉골, 용계은행나무, 한실, 모현, 지경리, 내배방마을, 길안, 백자리, 오락, 모치골, 대사2리노인회관, 송사, 마사리                                                                                                   |      |
| 예안1     | 천전               | ↔        | 의촌               | 천전, 도목선착장, 앞시골, 대미골, 예안(정산), 의촌리, 불미골, 도촌리, 자운, 재산버스정류소 |      |
| 예안2     | 도목선착장         | ↔        | 불미골             | 천전, 도목선착장, 앞시골, 대미골, 예안(정산), 의촌리, 불미골, 도촌리, 자운, 재산버스정류소 |      |
| 예안2     | 앞시골             | ↔        | 도촌               | 천전, 도목선착장, 앞시골, 대미골, 예안(정산), 의촌리, 불미골, 도촌리, 자운, 재산버스정류소 |      |
| 예안2     | 대미골             | ↔        | 재산버스정류소     | 천전, 도목선착장, 앞시골, 대미골, 예안(정산), 의촌리, 불미골, 도촌리, 자운, 재산버스정류소 |      |
| 녹전1     | 웅천               | ↔        | 효잠               | 옹천, 녹내리, 죽송, 녹전, 효잠, 원천, 매정, 단마, 골매 |      |
| 녹전1     | 녹내               | ↔        | 원천               | 옹천, 녹내리, 죽송, 녹전, 효잠, 원천, 매정, 단마, 골매 |      |
| 녹전1     | 녹내               | ↔        | 단마               | 옹천, 녹내리, 죽송, 녹전, 효잠, 원천, 매정, 단마, 골매 |      |
| 녹전1     | 죽송               | ↔        | 골매               | 옹천, 녹내리, 죽송, 녹전, 효잠, 원천, 매정, 단마, 골매 |      |
| 도산1     | 용수산(운곡)       | ↔        | 매골               | 온혜, 머골, 널매 |      |
| 도산1     | 용수산(운곡)       | ↔        | 널매               | 온혜, 머골, 널매 |      |
| 도산1     | 용수산(운곡)       | ↔        | 청량산도립공원     | 온혜, 머골, 널매 |      |
| 북후1     | 압영골             | ↔        | 대현               | 신전, 마사, 용수골, 옹천, 대현리, 녹래리, 죽송 |      |
| 북후1     | 마사               | ↔        | 녹내               | 신전, 마사, 용수골, 옹천, 대현리, 녹래리, 죽송 |      |
| 북후1     | 마사               | ↔        | 녹전               | 신전, 마사, 용수골, 옹천, 대현리, 녹래리, 죽송 |      |

## 시간표
611번 버스(임동면, 아래 링크 첨부 엑셀 파일 임동면 탭)
https://bus.andong.go.kr/m04/s01.detail.do?c=20700&i=20710&id=16

## 주요 버스 운임
기본 운임은 다음과 같다.
또한 2010년 1월 1일을 기하여 좌석버스 운임과 안동시내 구간 운임이 폐지되었다.
2013년 3월 1일부터 시계외 구간요금제도가 완전히 폐지되어 어떤 차적의 노선도 구간요금을 받지 않는다.
2016년 1월 1일부터 시내버스요금이 100원 인상된다.
2021년 5월 1일부터 시내버스요금이 100원 인상되었다.
| 종류 | 나이                                 | 카드 (원) | 현금 (원) |
| ---- | ------------------------------------ | --------- | --------- |
| 일반 | 어른 (일반, 만 19세 이상)            | 1,400     | 1,500     |
| 일반 | 청소년 (중·고등학생, 만 13세 ~ 18세) | 1,100     | 1,200     |
| 일반 | 어린이 (초등학생, 만 7세 ~ 12세)     | 700       | 800       |